# Ceramidiodes obscurus
Ceramidiodes obscurus là một loài bướm đêm thuộc phân họ Arctiinae, họ Erebidae.